# Лин Ялдати
Лин Ялда́ти (нидерл. Lin Jaldati, настоящее имя Ребекка Реблинг (нидерл. Rebekka Rebling), урожд. Бриллеслейпер (нидерл. Brilleslijper); 13 декабря 1912, Амстердам — 31 августа 1988, Берлин) — нидерландская певица, актриса и танцовщица.

## Биография
Лин Ялдати родилась в семье торговца овощами в бедной части еврейского квартала Амстердама. В 1926—1932 годах посещала начальную школу. В 14 лет работала в пошивочной мастерской и брала уроки танцев. С 1930 года танцевала в Нидерландском балете и с 1934 года участвовала в концертных программах. После начала Гражданской войны в Испании Лин Ялдати вступила в Коммунистическую партию Нидерландов.
В 1937 году Лин Ялдати познакомилась с эмигрировавшим из Берлина пианистом Эберхардом Реблингом, за которого вышла замуж в 1942 году. Вместе с ним она выступала с концертами еврейской песни и танцевальными номерами. Одновременно Лин Ялдати училась в Париже танцевальному искусству у Ольги Преображенской и вокалу у Эберхарда Э. Вексельмана в Гааге. В 1941 году у супругов родилась дочь Катинка. После оккупации Нидерландов в мае 1940 года Ялдати вступила в движение Сопротивления и в 1942 году вместе с семьёй ушла в подполье, выступала с нелегальными домашними концертами еврейской песни и помогала бежать другим преследуемым евреям. В июле 1944 года Ялдати вместе с сестрой Янни Брандис-Бриллеслейпер были арестованы и содержались в пересылочном лагере Вестерборк, концентрационном лагере Освенцим и Берген-Бельзене, где были последними, кто видел живой Анну Франк и её сестру Марго (сёстры Бриллеслейпер познакомились с сёстрами Франк ещё в Вестерборке). В 1945 году сёстры были освобождены из заключения британскими войсками, но кроме них самих в Холокосте из их семьи больше никто не уцелел. 
В конце 1945 года Лин Ялдати вернулась на сцену в Амстердаме, с 1946 года ездила на гастроли. Училась вокалу у Паулы Линдберг в Амстердаме. Побывала в скандинавских странах, Швейцарии, Восточной Европе и Германии, где выступала в Берлине. В 1949 году Лин Ялдати стала делегатом Всемирного конгресса сторонников мира в Париже. В 1951 году Лин родила дочь Ялду. В 1952 году по совету друзей, в частности, Анны Зегерс, семья Реблингов переехала в ГДР. Убеждённая коммунистка, Лин Ялдати долгое время являлась единственной в ГДР официальной переводчицей еврейских песен, свой репертуар она пополнила песнями Ханса Эйслера, Луи Фюрнберга, Пауля Дессау, народными, партизанскими песнями и песнями за мир. В 1965 году Ялдати выступила на международном фестивале шансона и фольклора в крепости Вальдек. Записала многочисленные пластинки, выступала на радио и телевидении. С 1979 года Лин Ялдати выступала вместе с дочерью Ялдой, с 1982 года — с Катинкой и объездила с гастролями Западную Европу, Израиль и США.
Лин Ялдати являлась советником певческого движения ГДР, членом Международного комитета узников Освенцима, Совета мира ГДР и Комитета за права человека ГДР. Покинула сцену после своего 75-летия, умерла в 1988 году и была похоронена на Доротеенштадтском кладбище в Берлине.

## Сочинения
- Lin Jaldati und Eberhard Rebling: «Es brennt, Brüder es brennt» Jiddische Lieder, Berlin 1966, 1985
- Lin Jaldati und Eberhard Rebling: «Sag nie, du gehst den letzten Weg!» Der Morgen, Berlin 1986; wieder BdWi, Marburg 1995 (Reihe Sammlung, 1) ISBN 3924684553

## Дискография
- 1966: Lin Jaldati singt (VEB Deutsche Schallplatte Berlin — Eterna, Best.-Nr. 8 10 024)
- 1982: Lin Jaldati — Jiddische Lieder (VEB Deutsche Schallplatte Berlin — AMIGA, Best.-Nr. 8 45 198)
- 2008: Lin Jaldati & Eberhard Rebling, Jiddische Lieder (Hastedt Verlag & Musikedition Bremen — HT 5332)